# ویکی کاپتین
ویکی کاپتین (انگلیسی: Wieke Kaptein؛ زادهٔ ۲۹ اوت ۲۰۰۵) بازیکن فوتبال اهل پادشاهی هلند است که در حال حاضر برای باشگاه فوتبال زنان چلسی در پست هافبک بازی می‌کند. باشگاه فوتبال زنان چلسی در لیگ برتر فوتبال زنان انگلستان، بالاترین سطح لیگ فوتبال حرفه‌ای زنان در این کشور، فعالیت دارد.
از باشگاه‌هایی که وی در آن‌ها بازی کرده است می‌توان به باشگاه فوتبال زنان چلسی و باشگاه فوتبال زنان توئنته اشاره کرد.
وی همچنین در تیم‌های ملی فوتبال زیر ۱۷ سال، زیر ۱۹ سال و بزرگسالان زنان هلند بازی کرده است.

## دوران باشگاهی
ویکی کاپتین فوتبال را از باشگاه آکیلیس '۱۲ آغاز کرد و در سن ۱۵ سالگی اولین قرارداد حرفه‌ای خود را با باشگاه فوتبال زنان توئنته امضا کرد. او از همان ابتدا نشان داد که استعداد قابل‌توجهی در فوتبال دارد و خیلی زود جایگاه خود را در ترکیب اصلی تیم تثبیت کرد. فصل اول حضورش در تیم با قهرمانی در لیگ به پایان رسید و او نقش مهمی در موفقیت‌های تیم ایفا کرد.
همچنین، ویکی کاپتین در مسابقات لیگ قهرمانان زنان اروپا فصل ۲۰۲۱–۲۲ نیز حضور داشت. او در اولین بازی این رقابت‌ها عملکرد درخشانی داشت و با گلزنی در دیدار برابر تیم باشگاه فوتبال زنان نایکی تفلیس، سهمی در پیروزی پرگل ۹–۰ تیمش داشت. اما در ادامه، تیم توئنته در فینال مسیر قهرمانی برابر بنفیکا شکست خورد و از صعود به مرحله بعدی بازماند. یک سال بعد، بار دیگر بنفیکا مانع از رسیدن این تیم به مرحله گروهی لیگ قهرمانان شد.
علاوه بر عملکرد خوبش در سطح باشگاهی، کاپتین توانست توجه کارشناسان فوتبال را نیز به خود جلب کند. در مارس ۲۰۲۳، او به عنوان یکی از نه استعداد برتر فوتبال زنان در جهان معرفی شد. این عنوان نشان‌دهنده رشد و پیشرفت او در عرصه حرفه‌ای بود و نشان داد که او آینده درخشانی در پیش دارد. او همچنان در حال پیشرفت است و بسیاری از کارشناسان آینده‌ای روشن برای او پیش‌بینی می‌کنند.

## دوران ملی
کاپتین در تیم‌های جوانان هلند از زیر ۱۵ سال بازی کرده است. او با تیم ملی فوتبال زیر ۱۷ سال زنان هلند در مراحل اول و دوم مسابقات قهرمانی اروپا زیر ۱۷ سال زنان ۲۰۲۲ شرکت کرد که موفق به تکمیل این مراحل در آوریل ۲۰۲۲ شد و در مرحله دوم کاپیتان تیم بود. با این حال، او به دلیل نیاز به حضور در انتهای فصل لیگ، در ترکیب نهایی برای مسابقات نرفت.
او به تیم ملی فوتبال زیر ۱۹ سال زنان هلند در اکتبر ۲۰۲۲ برای مرحله دوم مسابقات قهرمانی اروپا زیر ۱۹ سال زنان ۲۰۲۳ دعوت شد. در آوریل ۲۰۲۳، او در مرحله دوم استفاده نشد، زیرا به تیم ملی بزرگسالان برای بازی‌هایی که همزمان برگزار می‌شد، دعوت شده بود.
در ۱۱ آوریل ۲۰۲۳، او اولین بازی ملی خود را انجام داد. او در دقیقه ۸۱ به عنوان تعویض به جای لیکه مارتنس در یک بازی دوستانه که با نتیجه ۴–۱ برابر تیم ملی فوتبال زنان لهستان به پیروزی رسیدند، وارد میدان شد.
در ۳۰ ژوئن ۲۰۲۳، او برای مسابقات نهایی جام جهانی فوتبال زنان ۲۰۲۳ به تیم ملی دعوت شد. او جوان‌ترین بازیکن تاریخ است که در جام جهانی برای تیم ملی فوتبال زنان هلند به میدان رفته است.